# Pratt & Whitney PW6000
Pratt & Whitney PW6000 fue un motor turbofán de alto índice de derivación  diseñado para el Airbus A318 con un rango de empuje en diseño de 18.000 a 24.000 lbf (82 a 109 kN).

## Diseño y desarrollo
Pratt & Whitney diseñó el motor con la menor complejidad posible para reducir significativamente los costes de mantenimiento y ahorrar en peso y consumo. Sin embargo, las pruebas revelaron que las cinco etapas del compresor de alta presión inicial no lograban ajustarse al consumo de combustible prometido. El resultado fue que muchos de los clientes originales cambiaron sus pedidos por la rival CFM International CFM56-5. Para solventar el problema, Pratt & Whitney recertificó una mejora del diseño utilizando un compresor de alta presión de seis etapas construido por MTU Aero Engines para cumplir con la promesa de consumo.
El motor efectuó su primer vuelo el 21 de agosto de 2000 volando en un avión de prueba desde el Aeropuerto Internacional de Plattsburgh (KPBG), que tuvo una duración de una hora y veinte minutos. La línea final de ensamblaje del motor estaba situada en MTU Aero Engines en Hanover, Alemania. 
LAN Airlines confirmó un pedido por quince Airbus A318, por un total de 34 motores (treinta instalados y cuatro de reserva) PW-6000 el 15 de agosto de 2005. Además, LAN firmó con Pratt & Whitney para motorizar hasta 25 aviones adicionales.  Si LAN ejecutaba todas sus opciones esto significaría 56 (cincuenta instalados y seis de reserva) motores más.
Antes del pedido de LAN, 84 CFM56-5 motorizaron a los Airbus A318, con 28 en servicio en diciembre de 2005.

## Aplicaciones
- Airbus A318

## Especificaciones (PW6000)
Especificaciones del motor:
- Diámetro de fan: 56,5 in
- Longitud: 108 in
- Empuje: 22.000 - 24.000 lb
- Temperatura en liso: 86 °F
- Ratio de conducción: 4,9